# Anzeling

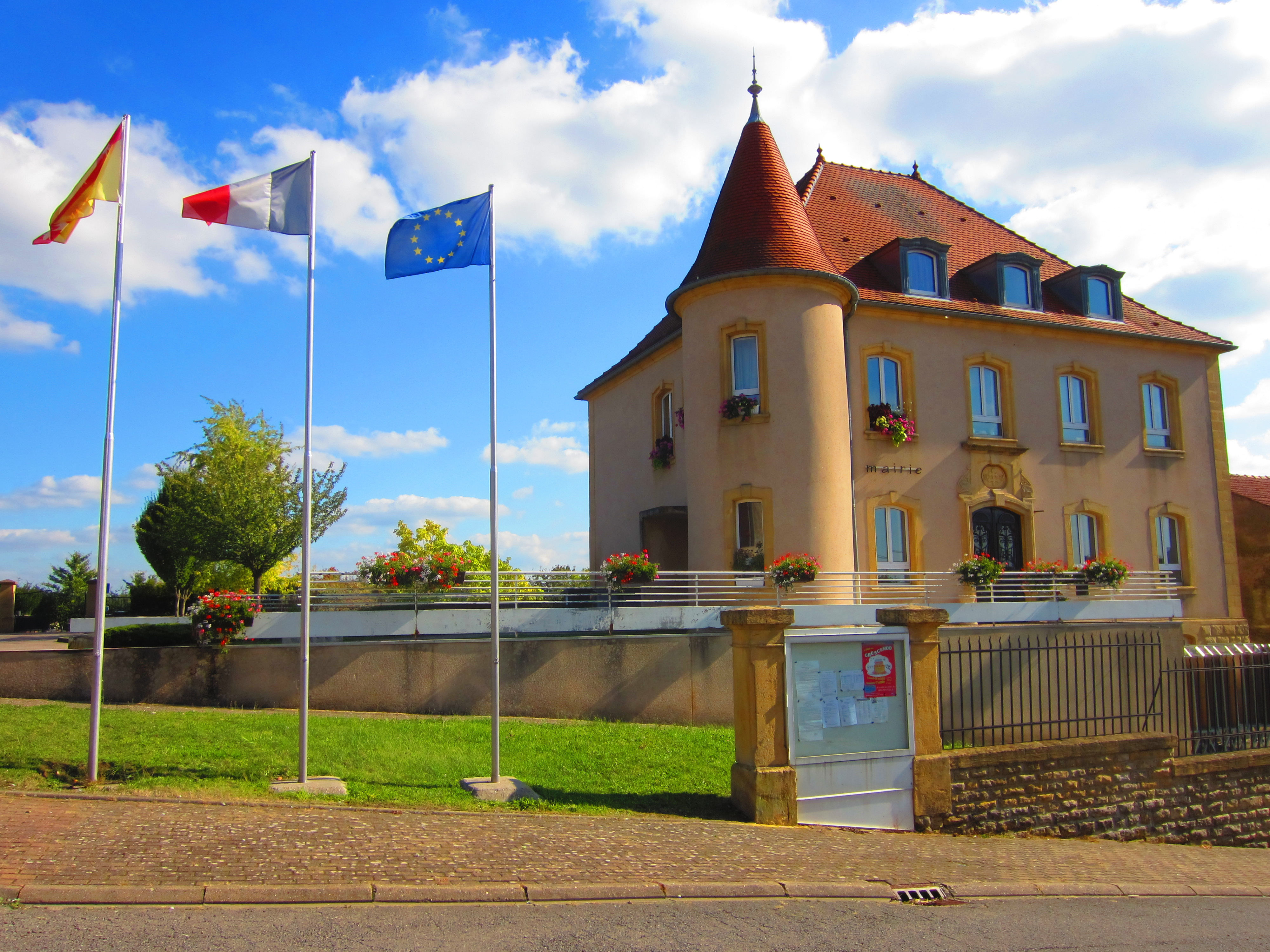
Rathaus (Mairie)

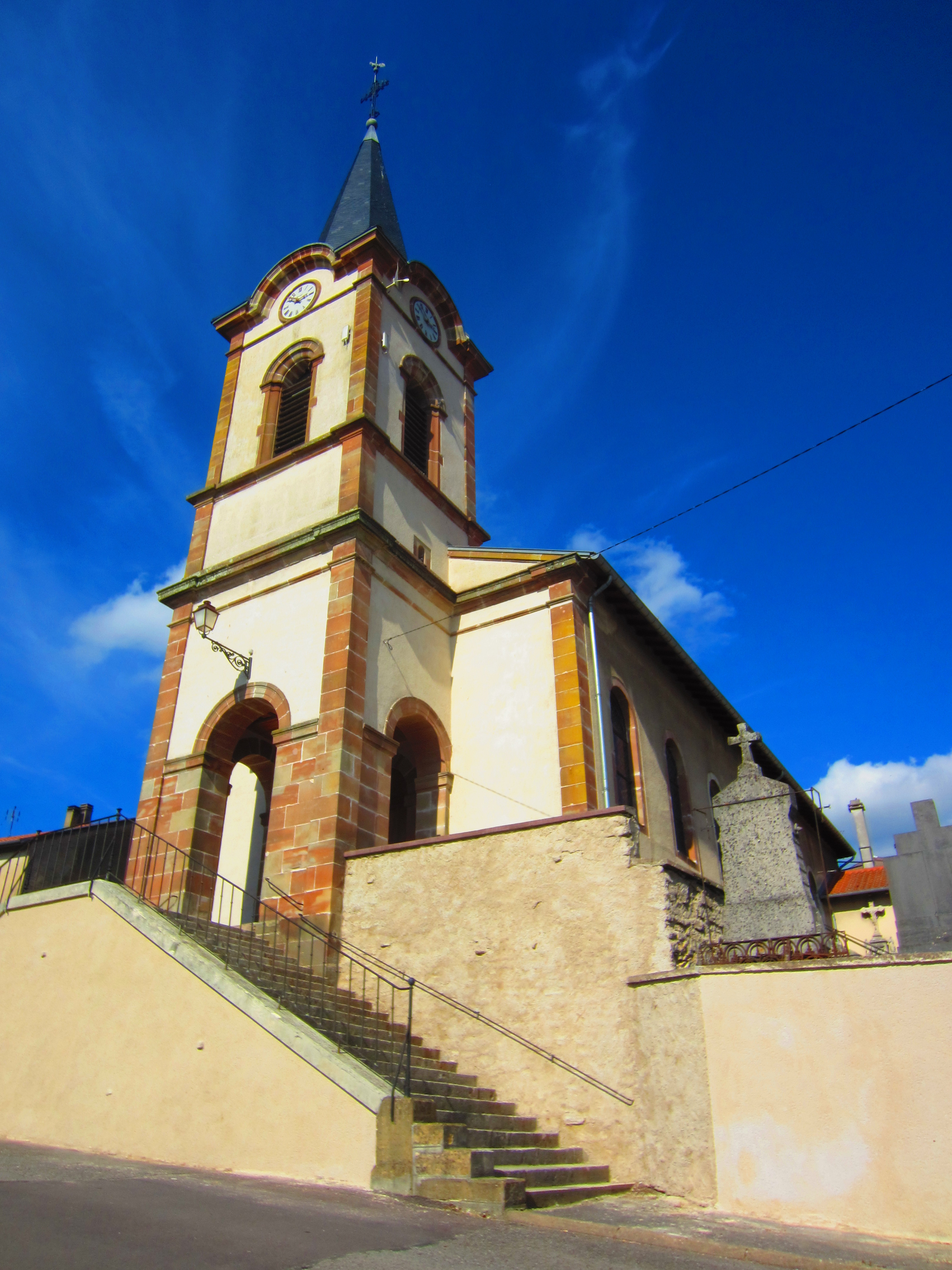
Kirche St. Hubert

Anzeling (deutsch Anzelingen) ist eine französische Gemeinde mit 480 Einwohnern (Stand 1. Januar 2022) im Département Moselle in der Region Grand Est (bis 2015 Lothringen).

## Geographie
Der Ort liegt in Lothringen, etwa 28 Kilometer nordöstlich von Metz, zwölf Kilometer nordnordwestlich  von Boulay-Moselle (Bolchen) und sechs Kilometer südwestlich von Bouzonville (Busendorf) an der linken Seite der Nied. Der rund 15 Kilometer lange Anzelingerbach mündet an der südlichen Gemeindegrenze in die Nied.

## Geschichte
Das Kirchdorf gehörte früher zum Herzogtum Lothringen.
Durch den Frankfurter Frieden vom 10. Mai 1871 kam die Region an das deutsche Reichsland Elsaß-Lothringen, und das Dorf wurde dem Kreis Bolchen im Bezirk Lothringen zugeordnet. Die Dorfbewohner betrieben Getreidebau und Viehzucht.
Nach dem Ersten Weltkrieg musste die Region aufgrund der Bestimmungen des Versailler Vertrags 1919 an Frankreich abgetreten werden. Im Zweiten Weltkrieg war die Region von der deutschen Wehrmacht besetzt.

### Bevölkerungsentwicklung
| Jahr                       | 1962 | 1968 | 1975 | 1982 | 1990 | 1999 | 2006 | 2012 | 2019 |
| Einwohner                  | 372  | 309  | 302  | 309  | 366  | 379  | 452  | 512  | 527  |
| Quellen: Cassini und INSEE |      |      |      |      |      |      |      |      |      |

## Sehenswürdigkeiten
- Kirche St. Hubert
- Befestigungsanlagen der Maginot-Linie (die Befestigungswerke von Anzeling – Gros Ouvrage d'Anzeling) in der Nähe des Orts